# 이치노세 미노리
이치노세 미노리(일본어: 一之瀬みのり, 한국명 : 노열매)는 도에이 애니메이션에서 제작한 애니메이션 트로피컬 루즈! 프리큐어에 등장하는 인물이다. "아이즈"가 매력 포인트인 큐어 파파야(キュアパパイア)로 변신한다. 애니메이션 성우는 일본판은 이시카와 유이, 한국판은 김채린이다.

## 프로필
| 이치노세 미노리      | 이치노세 미노리         |
| -------------------- | ----------------------- |
| 성별                 | 여자                    |
| 생일                 | 11월 21일               |
| 나이                 | 13세                    |
| 신분                 | 학생                    |
| 포지션               | 주연                    |
| 변신체               | 큐어 파파야             |
| 상징색               | 노란색                  |
| 등장 프리큐어 시리즈 | 트로피컬 루즈! 프리큐어 |

## 상세
책 읽는 것을 좋아하고 매우 박식한 중학교 2학년생이다. 학년에서 성적 1위의 우등생에 포커페이스이며 감정을 잘 드러내지 않지만 자신의 입장을 확실히 갖고 있는 타입이다. 어려서부터 인어공주를 좋아해 인어의 전설이나 이야기에도 정통하다.

## 큐어 파파야
"번뜩이는 과일! 큐어 파파야!"(ひらめく果実! キュアパパイア!)
등장시 기본/테마 색은 노란색이며, 이름의 여원은 열대 과일의 일종인 파파야을 뜻하는 영단어 파파야(Papaya)이다.
특징
헤어스타일은 주황색의 올려묶은 머리 아래에 밑머리를 길게 내리고 있는 특이한 형태의 헤어이다. 머리에 비즈장식과 나비핀을 달고 있으며 의상은 노란색 세일러복에 치마가 동그란 디자인이고 노란색의 무릎까지 오는 길이의 발토시를 하고 있다 화장 부위는 속눈썹이다.
사용 기술
- 프리큐어 빰빠밤 파파야 슛